# Меланто
Меланто також Меланфо (грец. Μελανθώ) — німфа, дочка Девкаліона. Щоб домогтися її кохання, Посейдон перетворився на дельфіна. Від Посейдона народила сина Дельфа, героя-епоніма Дельф.